# Exocentrus punctipennis
Exocentrus punctipennis је врста инсекта из реда тврдокрилаца (Coleoptera) и породице стрижибуба (Cerambycidae). Сврстана је у потпородицу Lamiinae.

## Распрострањеност
Врста је распрострањена на подручју Европе (осим на северу) и Кавказа. У Србији се налази спорадично.

## Опис
Тело је црвеносмеђе боје са полеглим сивкастим томентом. Антене су дуге длакаве одоздо. Пронотум је шестоугаон, са мањим бочним бодљама иза средине. Елитрони немају беле пегице, већ низове крупних голих тачака у које су усађене усправне длачице. Дужина тела је од 3 до 6 mm.

## Биологија
Животни циклус траје једну до две године. Ларве се развијају у сувим гранама, на којима се налазе и адулти. Као биљка домаћин јављају се брест (Ulmus), липа (Tilia), врба (Salix), храст (Quercus), итд. Одрасле јединке се срећу од маја до августа.